# Bardija Saadat
Bardija Saadat (pers. بردیا سعادت; ur. 12 sierpnia 2002 w Urmii) – irański siatkarz, grający na pozycji atakującego, reprezentant Iranu. 
Klubem juniorskim w sezonie 2018/2019 była Dorna Urmia. W 2019 roku podpisał kontrakt z zespołem Katam Ardakan. Po ukończeniu 18 latu pierwszą drużyną  zagraniczną w jego karierze był serbski OK Niš. Pod koniec sezonu 2020/2021 podpisał wstępną umowę z włoskim klubem Leo Shoes Modena. Lecz podczas draftu do ligi koreańskiej został pozytywnie rozpatrzony poprzez wysłanie filmu swoich umiejętności siatkarskich i miał reprezentować klub Suwon KEPCO Vixtorm, lecz z powodu kontuzji brzucha nie zagra w Korei Południowej. W tegorocznej Lidze Narodów 2021 miał swój debiut seniorskiej reprezentacji Iranu w meczu z Rosją. Od 11 listopada 2021 roku do końca sezonu 2021/2022 występował we włoskiej Serie A, w drużynie Top Volley Cisterna. Sezon 2022/2023 spędził w tureckim klubie Türşad, który występował w najwyższej klasie rozgrywkowej w Turcji jako beniaminek. W następnym sezonie 2023/2024 gra w klubie Brand Group Alanya Belediyespor, gdzie awansował do tureckiej ligi w sezonie 2023/2024.

## Sukcesy reprezentacyjne
Mistrzostwa Azji Kadetów:
- 2018

Mistrzostwa Azji Juniorów:
- 2018

Mistrzostwa Świata Juniorów:
- 2019

## Nagrody indywidualne
- 2018: Najlepszy atakujący Mistrzostw Azji Kadetów